# 하이룰 파흐미 체 맛
하이룰 파흐미 체 맛(말레이어: Khairul Fahmi Che Mat)은 현재 사바 FC와 말레이시아 축구 국가대표팀에서 활동 중인 말레이시아의 축구 골키퍼이다.